# Campoplex spinolae
Campoplex spinolae är en stekelart som beskrevs av Dalla Torre 1901. Campoplex spinolae ingår i släktet Campoplex och familjen brokparasitsteklar. Inga underarter finns listade.